# Foxygen
Foxygen est un groupe de rock indépendant américain, originaire de Westlake Village, en Californie. Il est formé en 2005, et composé de ses membres fondateurs Jonathan Rado et Sam France. Il tire ses influences du rock britannique des années 1960.

## Biographie

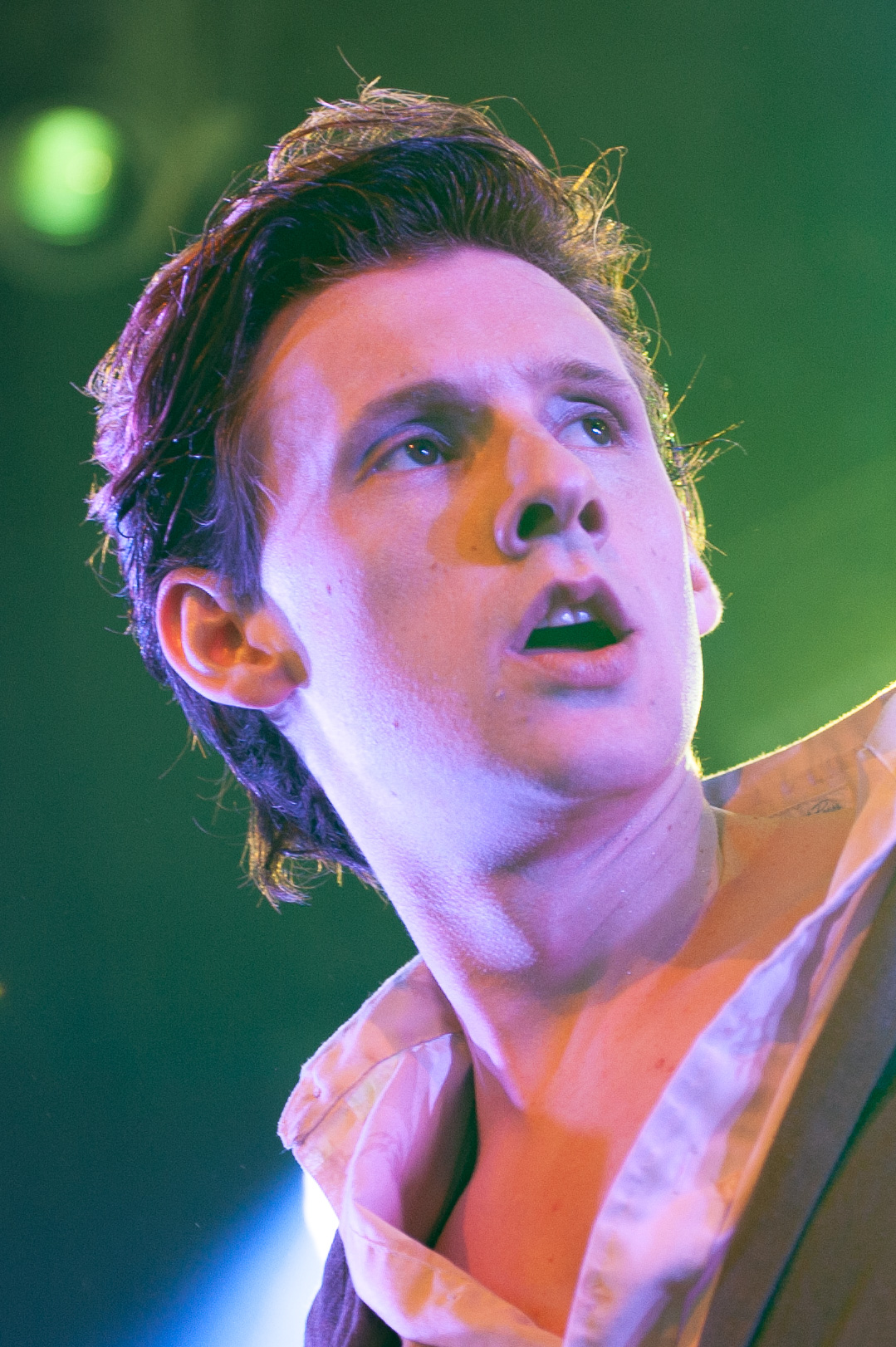
Sam France de Foxygen au Flow Festival, en 2015.

Jonathan Rado commence à jouer de la musique dans un groupe qui reprend des titres des Doors. À 12 ans, au cours d'une répétition, il rencontre Sam France avec qui il partage des influences importantes (Beck, The Flaming Lips, Adam Green, The Brian Jonestown Massacre). Ensemble, ils montent Foxygen, et sortent plusieurs EP confidentiels entre 2007 et 2011.
Par la suite, Rado part à New York pour ses études. France le rejoint début 2011 pour un concert de Richard Swift, à qui ils donnent leur mini-album Take the Kids Off Broadway (dont le dernier titre est dédié à Richard Swift). Le chanteur leur propose un contrat avec son label, et participe même à la composition de leur deuxième album, We Are the 21st Century Ambassadors of Peace & Magic (sorti sur Jagjaguwar), qu'ils composent en deux semaines dans un studio de Cottage Grove. L'album rencontre un très bon accueil critique, notamment de Pitchfork avec une note de 8,4 sur 10.
En janvier 2013, Pitchfork cite Foxygen dans sa liste de meilleure nouvelle musique. En avril 2013, ils réalisent un concert à emporter pour la Blogothèque. La même année le groupe annule sa tournée européenne en mai et juin pour « préserver sa santé créative », mais pour se faire pardonner poste sur Facebook un album enregistré alors que les deux membres avaient 16 ans, Jurassic Exxplosion Phillipic. En juillet 2014, le groupe annonce un nouvel album, ...And Star Power, composé de 24 titres dont How Can You Really dont le clip est posté sur YouTube.
Le groupe publie son quatrième album, Hang, le 20 janvier 2017, via Jagjaguwar. L'album fait participer The Lemon Twigs, Steven Drozd des Flaming Lips, et un orchestre de plus de quarante membres arrangé par Trey Pollard et Matthew E White,.

## Discographie

### Albums studio
- 2012 : Take the Kids Off Broadway
- 2013 : We Are the 21st Century Ambassadors of Peace and Magic
- 2014 : ...And Star Power
- 2017 : Hang
- 2019 : Seeing Other People

### Singles
- 2012 : Make it Known
- 2012 : Shuggie
- 2013 : San Francisco
- 2013 : No Destruction
- 2013 : We Are the 21st Century Ambassadors of Peace and Magic
- 2014 : How Can You Really

### EP
- 2005 : Electric Sun Machine
- 2005 : Catfood, Dogfood, Motor Oil
- 2007 : Jurrassic Exxplosion Phillipic
- 2009 : Ghettoplastikk!
- 2009 : Kill Art
- 2011 : EP 2011